# Gene Hoglan
Gene Hoglan est un batteur américain connu pour avoir joué dans de nombreux groupes de metal.
Il était le principal compositeur de Dark Angel à la fin des années 1980.
Après la séparation de Dark Angel, il a joué dans de très nombreux groupes, dont certains sont célèbres dans leur genre, tels que Death (sur Individual Thought Patterns et Symbolic), Strapping Young Lad, Old Man's Child, Testament (sur Demonic et Dark Roots of Earth) et Dethklok.
Il est reconnu pour son jeu puissant, rapide et précis.

## Carrière
Entièrement autodidacte, Gene Hoglan reçoit sa première batterie à l'âge de 13 ans. Il commence à jouer sur ses propres albums de Kiss et Rush. En 1984, Hoglan commence sa carrière comme roadie (ingénieur lumière) pour le groupe de thrash metal Slayer, il joue aussi de la batterie durant les balances du groupe. Il fait aussi partie du groupe War God avec Michelle Meldrum. À la fin de la même année il lui est demandé de rejoindre le groupe de thrash metal Dark Angel en tant que batteur. Il écrivit la plupart des paroles du groupe pendant les 3 albums suivants. Il acquit une plus grande notoriété pendant le milieu des années 1990 avec Death alors que le leader du groupe Chuck Schuldiner emmenait le groupe vers une influence plus progressive. Subséquemment il enregistra un album avec le groupe de thrash metal Testament et fit la connaissance du Canadien multi-instrumentiste Devin Townsend créant une longue amitié avec celui-ci. Il a depuis enregistré plusieurs albums avec ce dernier au sein du groupe de speed/indus/death metal Strapping Young Lad.
Hoglan faisait aussi partie du groupe de death metal Tenet, un projet parallèle du guitariste solo, Jed Simon de Strapping Young Lad, de 2003 à 2007. Hoglan quitte le groupe à l'amiable en janvier 2007. Il est remplacé par Adrian Erlandsson pour revenir en juin de la même année. Hoglan enregistre l'intégralité des prises batterie de l'album en deux jours.
En 2004 pour le concert du groupe de metal progressif Opeth à Vancouver durant sa tournée "Lamentations tour" Hoglan est en remplacement de Martin Lopez, qui avait développé des attaques de panique. Le technicien de la batterie du groupe avait joué durant les deux dates précédentes et Lopez rejoignit le groupe pour le concert de Seattle, Washington.
En 2005, Hoglan remplaça à nouveau Lopez pour la majorité de la tournée Sounds of the Underground quand Lopez commença à avoir encore plus d'attaques de panique. Hoglan mit les bouchées doubles en jouant simultanément avec Strapping Young Lad puis avec Opeth. Il fut annoncé plus tard que Lopez souffrait d'une forme rare de désordre sanguin et cherchait un traitement. Hoglan apparaît aussi dans la vidéo d'Opeth "The Grand Conjuration" filmée durant la tournée à Los Angeles, Californie.
D'autres groupes ont aussi recruté Hoglan comme batteur de session studio. Il a enregistré des albums avec le groupe de black metal norvégien Old Man's Child et le groupe danois de death metal Daemon.

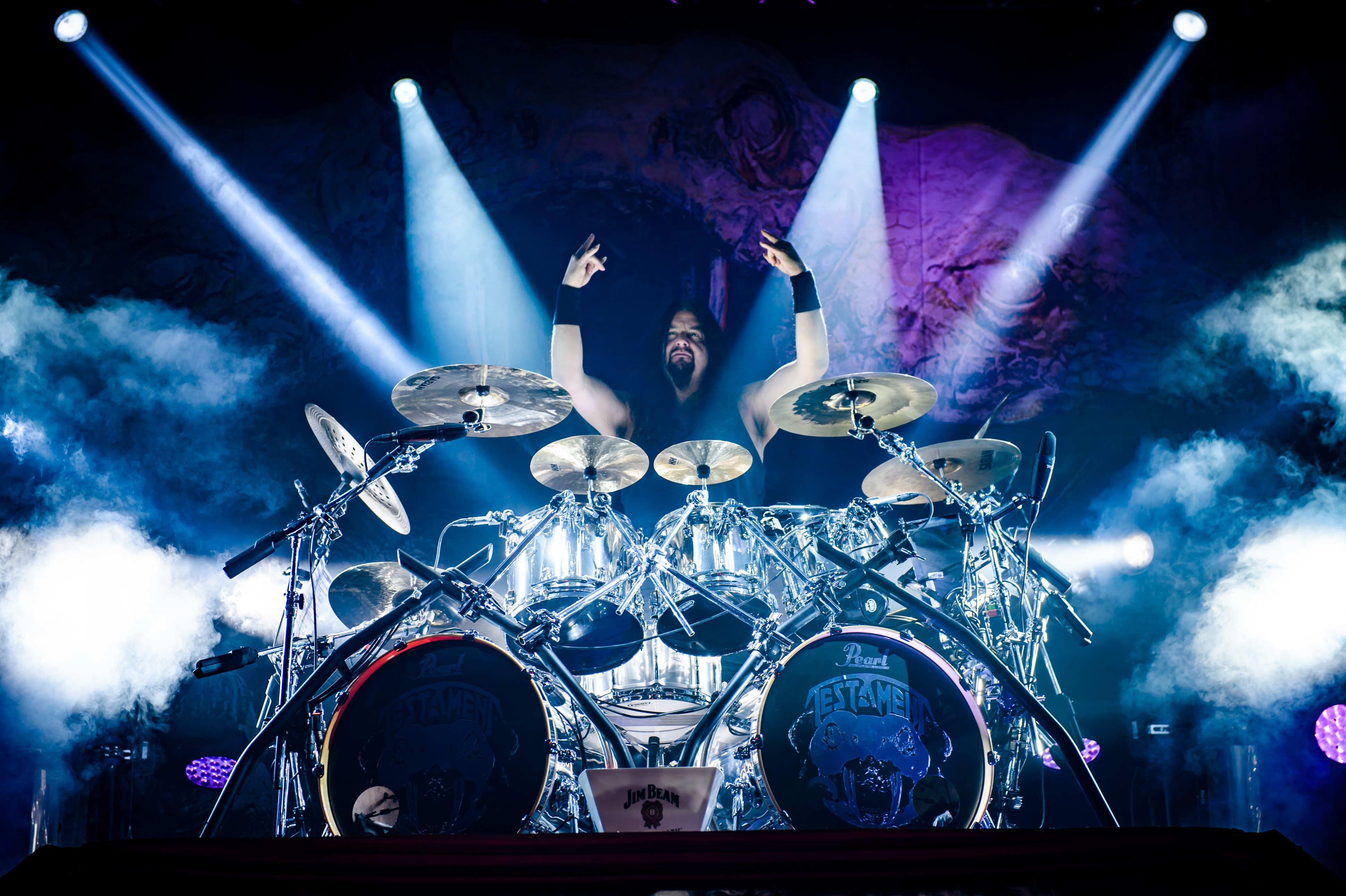
Gene Hoglan, Ruhrpott Metal Meeting 2017

Il fit aussi un travail de production et d'enregistrement pour d'autres albums et démos. Appelé à jouer les parties batterie pour Nile sur leur album In Their Darkened Shrines, il retourna l'invitation en leur proposant Tony Laureano comme meilleur choix. Il lui fut ensuite demandé de les rejoindre comme batteur officiel (également demandé à Derek Roddy) mais il recommanda le Grec George Kollias, répondant que Nile "n'est pas dans ses goûts musicaux". Depuis, Hoglan et Kollias sont devenus des amis proches et sont tous les deux des batteurs respectés dans la communauté du metal extrême.
Hoglan travaille avec Dethklok, groupe ayant animé l'émission de télé Metalocalypse. Le show et son concept avaient été créés conjointement avec l'acteur et musicien Brendon Small qui en a également écrit et produit toute la musique.
Hoglan apparaît sur l'album "Debut" de Dethlok The Dethalbum qui est réalisé le 25 septembre 2007. Il fait la tournée durant l'été 2008 avec le groupe en tant que batteur et enregistre avec eux Dethalbum II. Le deuxième album est réalisé le 29 septembre 2009 puis il en fait la tournée promotionnelle.
Hoglan rentre comme batteur pour Unearth quand leur batteur du moment, Mike Justian quitte le groupe en pleine tournée. Il rejoint aussi le groupe de metal Pitch Black Forecast, avec le membre formateur de Mushroomhead le chanteur Jason Popson, en tant que batteur attitré. Encore plus récemment, Hoglan est annoncé comme batteur pour la "reunited Bay Area Thrash metal band Forbidden", remplaçant Paul Bostaph, batteur originel du groupe
Hoglan joue de la batterie pour le troisième album studio de Zimmers Hole "When You Were Shouting at the Devil...We Were in League With Satan" en 2008.
En 2009, Hoglan est contacté par Jason Nugent de Fall of Olympus
Gene fut batteur pour Fear Factory et a joué sur leur album Mechanize.
En 2012, il quitte Fear Factory pour rejoindre le groupe de thrash metal Testament.
En 2016, il part en tournée avec Anthrax et Testament jouant dans la soirée les sets des deux groupes avec une courte pause entre les deux.
En 2018,  il assure la batterie avec Anthrax lors  de la tournée d'adieu de Slayer. Il monte également sur scène lors du dernier concert avec Behemoth.

## Discographie
Gene joue de la batterie sur tous les albums sauf indication.
- 1985 - Wargod - Wargod  (demo)
- 1986 - Dark Angel - Darkness Descends
- 1989 - Dark Angel - Leave Scars
- 1990 - Dark Angel - Live Scars (EP)
- 1991 - Dark Angel - Time Does Not Heal
- 1992 - Dark Angel - Decade Of Chaos (best of CD)
- 1992 - Silent Scream - From the Darkest Depths Of The Imagination (mixage, production)
- 1993 - Death - Individual Thought Patterns
- 1995 - Death - Symbolic
- 1995 - Naphobia - Of Hell (batteur invité)
- 1997 - Strapping Young Lad - City
- 1997 - Testament - Demonic
- 1998 - Old Man's Child - Ill-Natured Spiritual Invasion
- 1998 - Strapping Young Lad - No Sleep Till Bedtime (live)
- 1998 - Devin Townsend - Infinity
- 1998 - Devin Townsend - Christeen plus 4 Infiny's Demos (EP)
- 1999 - The Almighty Punchdrunk - Music For Them Asses
- 2000 - Cranium  - Speed Metal Satan (management)
- 2000 - Devin Townsend - Physicist
- 2001 - Devin Townsend - Terria
- 2001 - Just Cause - Finger It Out
- 2001 - Frygirl - Someone Please Kill Me (percussions)
- 2002 - Daemon - Eye For An Eye
- 2003 - Strapping Young Lad - Strapping Young Lad
- 2003 - Tenet - Sovereign [demo]
- 2005 - Strapping Young Lad - Alien
- 2005 - Opeth - Joue la batterie sur la vidéo de "The Grand Conjuration", un morceau de l'album Ghost Reveries
- 2005 - Ani Kyd - Evil Needs Candy Too
- 2006 - Strapping Young Lad - The New Black
- 2007 - Meldrum - Blowin' Up The Machine (batteur invité)
- 2007 - Dethklok - The Dethalbum
- 2007 - MR.PLOW - "Apocalypse Plow"
- 2008 - Zimmers Hole - When You Were Shouting at the Devil...We Were in League With Satan
- 2008 - Pitch Black Forecast - Absentee
- 2008 - Mechanism - Inspired Horrific
- 2008 - Fattooth - "Self Titled"
- 2009 - Dethklok - The Dethalbum II
- 2009 - Tenet - Sovereign
- 2010 - Fear Factory - Mechanize
- 2012 - Testament - Dark Roots of Earth
- 2012 - Dethklok - Dethalbum III
- 2012 - Sylencer - A Lethal Dose of Truth (Batteur session sur "Get It Up")[7]
- 2013 - Dethklok - Metalocalypse : The Doomstar Requiem - A Klok Opera
- 2013 - Testament - Dark Roots of Thrash (live)
- 2016 - Testament - Brotherhood of the Snake
- 2017 - Brendon Small - Brendon Small's Galaktikon II
- 2020 - Testament - Titans of Creation